# العلاقات الأردنية الجيبوتية
العلاقات الأردنية الجيبوتية هي العلاقات الثنائية التي تجمع بين الأردن وجيبوتي.

## مقارنة بين البلدين
هذه مقارنة عامة ومرجعية للدولتين:
| وجه المقارنة                                              | الأردن                   | جيبوتي                    |
| --------------------------------------------------------- | ------------------------ | ------------------------- |
| المساحة (كم2)                                             | 89.34 ألف                | 23.20 ألف                 |
| عدد السكان (نسمة)                                         | 9.81 مليون               | 956.99 ألف                |
| الكثافة السكانية (ن./كم²)                                 | 109.81                   | 41.25                     |
| العاصمة                                                   | عمان                     | جيبوتي                    |
| اللغة الرسمية                                             | اللغة العربية            | لغة فرنسية، اللغة العربية |
| العملة                                                    | دينار أردني              | فرنك جيبوتي               |
| الناتج المحلي الإجمالي (بليون دولار)                      | 40.07 مليار              | 1.84 مليار                |
| الناتج المحلي الإجمالي (تعادل القوة الشرائية) بليون دولار | 82.80 مليار              | 3.10 مليار                |
| الناتج المحلي الإجمالي الاسمي للفرد دولار أمريكي          | 4.94 ألف                 | 1.95 ألف                  |
| الناتج المحلي الإجمالي للفرد دولار أمريكي                 | 12.05 ألف                | 3.27 ألف                  |
| مؤشر التنمية البشرية                                      | 0.748                    | 0.470                     |
| رمز المكالمات الدولي                                      | +962                     | +253                      |
| رمز الإنترنت                                              | .jo                      | .dj                       |
| المنطقة الزمنية                                           | ت ع م+02:00، ت ع م+03:00 | ت ع م+03:00               |

## منظمات دولية مشتركة
يشترك البلدان في عضوية مجموعة من المنظمات الدولية، منها:
| علم المنظمة | اسم المنظمة                                                | تاريخ انضمام الأردن | تاريخ انضمام جيبوتي |
| ----------- | ---------------------------------------------------------- | ------------------- | ------------------- |
|             | وكالة ضمان الاستثمار متعدد الأطراف                         | 12 أبريل 1988       | 12 يناير 2007       |
|             | منظمة التعاون الإسلامي                                     | ?                   | ?                   |
|             | منظمة الشرطة الجنائية الدولية                              | ?                   | ?                   |
|             | منظمة حظر الأسلحة الكيميائية                               | ?                   | ?                   |
|             | منظمة التجارة العالمية                                     | ?                   | ?                   |
|             | الأمم المتحدة                                              | 14 ديسمبر 1955      | 20 سبتمبر 1977      |
|             | صندوق النقد العربي                                         | ?                   | ?                   |
|             | مؤسسة التمويل الدولية                                      | 20 يوليو 1956       | 1 أكتوبر 1980       |
|             | يونسكو                                                     | 14 يونيو 1950       | 31 أغسطس 1989       |
|             | مؤسسة التنمية الدولية                                      | 4 أكتوبر 1960       | 1 أكتوبر 1980       |
|             | الاتحاد الدولي للاتصالات                                   | 20 مايو 1947        | 22 نوفمبر 1977      |
|             | الصندوق العربي للإنماء الاقتصادي والاجتماعي                | ?                   | ?                   |
|             | جامعة الدول العربية                                        | 25 مايو 1946        | 4 سبتمبر 1977       |
|             | العملية المشتركة للاتحاد الأفريقي والأمم المتحدة في دارفور | ?                   | ?                   |
|             | البنك الدولي للإنشاء والتعمير                              | 29 أغسطس 1952       | 1 أكتوبر 1980       |
|             | الاتحاد البريدي العالمي                                    | ?                   | ?                   |

## وصلات خارجية
- موقع وزارة الخارجية الأردنية